# Cueva (Pesaguero)
Cueva es una localidad del municipio de Pesaguero (Cantabria, España). En el año 2024 contaba con una población de 25 habitantes (INE). Está situada a 807 metros sobre el nivel del mar, y dista cuatro kilómetros de la capital municipal. De su patrimonio destaca la iglesia parroquial de San Esteban, que alberga un retablo del siglo XVIII.